# Barbara Andrea Buenahora
Barbara Andrea Buenahora née le 27 novembre 1977 à Mar del Plata en Argentine est une duathlète et une triathlète argentine, vainqueur sur triathlon Ironman.

## Palmarès
Le tableau présente les résultats les plus significatifs (podium) obtenus sur le circuit international de triathlon depuis 1998,.
| Année | Compétition         | Pays       | Position           | Temps           |
| ----- | ------------------- | ---------- | ------------------ | --------------- |
| 2006  | Ironman Brésil      | Brésil     | Médaille d'argent  | 9 h 29 min 36 s |
| 2004  | Half Ironman Pucón  | Chili      | Médaille d'argent  | 4 h 44 min 2 s  |
| 2004  | Ironman Floride     | États-Unis | Médaille de bronze | 9 h 36 min 27 s |
| 2003  | Ironman Brésil      | Brésil     | Médaille d'or      | 9 h 33 min 21 s |
| 2002  | Ironman Floride     | États-Unis | Médaille de bronze | 9 h 41 min 43 s |
| 2000  | Ironman Lake Placid | États-Unis | Médaille de bronze | 10 h 5 min 55 s |
| 1999  | Ironman Brésil      | Brésil     | Médaille d'argent  | 9 h 58 min 0 s  |
| 1998  | Ironman Suisse      | Suisse     | Médaille de bronze | 9 h 58 min 26 s |